# Здравствуй, папа, Новый год! 2
«Здравствуй, папа, Новый год! 2» (англ. Daddy's Home 2) — американский комедийный фильм режиссёра Шона Андерса по его же сценарию совместно с Джоном Моррисом. Продолжение фильма «Здравствуй, папа, Новый год!».
Премьера фильма в США состоялась 10 ноября 2017 года.

## Сюжет
Дасти и Брэд объединяются, чтобы организовать для своих детей идеальный рождественский праздник. Но их, с горем пополам достигнутый, нейтралитет оказывается под угрозой, когда в гости приезжают крутой отец Дасти, бывший космонавт, и чувствительный папа Брэда, почтальон на пенсии. Они появляются, как нельзя некстати, чтобы превратить Рождество в кошмарный хаос.
Жена Брэда — Сара пытается подружиться с Карен — женой Дасти, но та ошарашена некоторыми её действиями, например, воровством одежды из магазина. Дилан влюбляется в маленькую девочку, живущую по соседству. И Брэд дает ему несколько «советов», Дасти вмешивается, узнав, что у Брэда с Диланом есть что-то вроде «секрета».
Брэд, Дасти, Дон и Курт идут в любительский клуб комедии, где Дасти замечает, как Курт флиртует в баре с женщиной и уходит с ней. Брэд убеждает Дона выступить, и Дасти выбирает темой импровизированной пародии — мужа, разоблачающего измену жены. В процессе выступления выясняется, что Дон отделился от своей жены в реальной жизни. Сара пытается утешить Дона, после чего они уходят, а, Меган и Адрианна продолжают пить. Брэд приглашает отца Адрианны, Роджера, в гости на Рождество.
Вся семья принимает участие в репетиции Рождественского представления. Брэд дерется с Дасти, потому что хочет сыграть роль Иосифа. Всё представление рушится, семьи ругаются и собираются уезжать. По пути из города, начинается снежная буря, и все вынуждены вернуться и укрыться в кинотеатре, за просмотром фильма «Ракетный буксир» — вымышленный комедийный фильм с участием Лиама Нисона в главной роли. Когда во время фильма в кинотеатре отключается электричество, все идут в вестибюль, где каждый мужчина рассказывает своему отцу о секретах, лжи и личных отношениях. Семьи примиряются.
Некоторое время спустя, в аэропорту, Дон и Курт готовятся отправиться обратно, каждый в свой дом. Они направляются к терминалам, где Курт сообщает Дону, что он поменял билеты, и они собираются провести Новый год в Лас-Вегасе.

## В ролях
- Уилл Феррелл — Брэд Уитекер, муж Сары, и отчим Дилана и Меган
- Марк Уолберг — Дасти Мэйрон, бывший муж Сары, отец Дилана и Меган
- Линда Карделлини — Сара, жена Брэда и бывшая жена Дасти
- Мел Гибсон — Курт Мэйрон, отец Дасти
- Джон Литгоу — Дон Уитекер, отец Брэда
- Джон Сина — Роджер, отец Адрианы, бывший муж Карен
- Скарлетт Эстевес — Меган, дочь Дасти и Сары
- Оуэн Ваккаро — Дилан, сын Дасти и Сары
- Алессандра Амбросио — Карен, жена Дасти
- Диди Костин — Адриана, падчерица Дасти
- Чесли Салленбергер — камео
- Лиам Нисон — камео
- Билл Бёрр — Джерри

## Производство
В апреле 2016 года было объявлено, что Уилл Феррелл и Марк Уолберг повторят свои роли, в то время как Шон Андерс и Джон Моррис напишут сценарий с руководством Шона Андерса.

## Съёмки
Основные съёмки фильма начались 20 марта 2017 года. Части фильма были сняты в городе Конкорд, а так же в Грейт Баррингтон, штат Массачусетс.

## Маркетинг
Первый трейлер фильма вышел 15 июня 2017 года.

## Критика
Фильм получил, в целом, негативные отзывы кинокритиков. На сайте Rotten Tomatoes фильм имеет рейтинг 20 % на основе 123 рецензий со средним баллом 3,9 из 10. На сайте Metacritic фильм имеет оценку 30 из 100 на основе 26 рецензий критиков, что соответствует статусу «в целом неблагоприятные отзывы».
Зрители, опрошенные CinemaScore, дали фильму средний балл «A−» по шкале от A + до F.
Алонсо Дюральд из «TheWrap» критически отнесся к фильму, он картину назвал неряшливой и ленивой, добавляя: «Режиссер Шон Андерс и его соавтор Джон Моррис воплощают то, что должно быть глупой шуткой. Смешные ситуации заявляют о себе тяжелой поступью, без возможности раскрыться в полной мере, вынуждая талантливых актеров работать с ужасным материалом, который они изо всех сил пытаются продать».
Ричард Роупер из Chicago Sun-Times дал фильму 1 из 4 звезд, заявив: «После того, как я пережил паршивую и ленивую картину «Здравствуй папа, Новый год! 2», я бы мог поспорить, что пройдет много лет, прежде чем мы увидим еще одну, более кислую, циничную и совершенно несмешную праздничную комедию. Я крайне подавлен.».

## Награды и номинации
| Премия             | Дата               | Категория                   | Номинант                       | Результат |
| ------------------ | ------------------ | --------------------------- | ------------------------------ | --------- |
| Золотая малина     | 3 марта 2018 г.    | Худший актёр                | Марк Уолберг                   | Номинация |
| Золотая малина     | 3 марта 2018 г.    | Худший актёр второго плана  | Мел Гибсон                     | Победа    |
| Teen Choice Awards | 12 августа 2018 г. | Choice Movie: Комедия       | Здравствуй, папа, Новый год! 2 | Номинация |
| Teen Choice Awards | 12 августа 2018 г. | Choice Movie: Актёр комедии | Уилл                           | Номинация |
| Teen Choice Awards | 12 августа 2018 г. | Choice Movie: Актёр комедии | Марк Уолберг                   | Номинация |